# Agrypon residuum
Agrypon residuum är en stekelart som först beskrevs av Cresson 1874.  Agrypon residuum ingår i släktet Agrypon och familjen brokparasitsteklar. Inga underarter finns listade i Catalogue of Life.